# 14941 Tomswift
14941 Tomswift è un asteroide della fascia principale. Scoperto nel 1995, presenta un'orbita caratterizzata da un semiasse maggiore pari a 2,7606137 UA e da un'eccentricità di 0,1310778, inclinata di 9,04407° rispetto all'eclittica.